# 石乃亥镇
石乃亥镇，是中华人民共和国青海省海南藏族自治州共和县下辖的一个乡镇级行政单位。青海省铁卜加草原改良试验站在其境内的辖区，以铁卜加草改站之名列为共和县的一个类似乡级单位。2018年1月撤乡建镇。

## 行政区划
石乃亥镇下辖以下地区：
切吉村、尕日拉村、向公村、肉龙村、铁卜加村和鲁色村。